# Helma Kissner
Helma Kissner obecnie Helma Maaß (ur. 23 grudnia 1923 w Sensburgu, obecnie Mrągowo) – niemiecka funkcjonariuszka Waffen-SS z czasów II wojny światowej, pełniąca służbę w niemieckich-nazistowskich obozach koncentracyjnych KL Auschwitz-Birkenau oraz KL Natzweiler-Struthof. W 2016 roku została umieszczona na 1. miejscu listy najbardziej poszukiwanych zbrodniarzy nazistowskich Centrum Szymona Wiesenthala.

## Życiorys
Urodziła się w Prusach Wschodnich jako córka stolarza i gospodyni domowej. Miała dwie siostry, z których jedna zmarła krótko przed końcem II wojny światowej. W 1934 wstąpiła do Bund Deutscher Mädel, zaś w 1941 do NSDAP. W czasie II wojny światowej jako radiotelegrafista związana była z Deutsche Arbeitsfront oraz Waffen-SS. Od 21 kwietnia do 7 lipca 1944 była radiotelegrafistką w KL Auschwitz-Birkenau, gdzie z racji pełnionej funkcji miała dostęp do wielu poufnych dokumentów urzędowych. Następnie do zakończenia II wojny światowej służyła w KL Natzweiler-Struthof, w Alzacji. Po wojnie do 18 lipca 1948 była internowana. Niemiecka prokuratura od 2015 planowała postawienie jej przed sądem oskarżając o pomocnictwo w zamordowaniu co najmniej 266 390 osób w trakcie jej służby w Auschwitz-Birkenau, jednak we wrześniu 2016 została uznana przez sąd w Kilonii za niezdolną do odpowiadania przed sądem.